# ザ・オッド・ワンズ・アウト
ロバート・ジェームズ・ラリソン（Robert James Rallison、1996年5月14日 - ）は、アメリカ合衆国のYouTuber、漫画家、アニメーター、作家や声優。YouTubeチャンネルでストーリータイムアニメーションを制作し、Netflixアニメ『オッドボールズ』を共同制作、主演、製作総指揮した。

## 私生活
ロバート・ジェームズ・ラリソンは、1996年5月14日にアリゾナ州チャンドラーでモルモン教の家族に生まれた。母親は作家のジャネット・ラリソン。双子の妹と他に3人の兄弟がいる。
アリゾナ州ギルバートでペリー高校に通った。2018年、ラリソンはカリフォルニア州グレンデールへ引っ越した。